# Raffi Barsoumian
Raffi Barsoumian (* 15. März in Beirut, Libanon)  ist ein US-amerikanisch-armenischer Schauspieler.

## Leben
Barsoumians Eltern wurden im armenischen Viertel in Beirut im Libanon geboren und wuchsen dort auf. Auch Raffi Barsoumian wurde in Beirut geboren. Im Alter von nur einem Jahr siedelte die Familie aufgrund der anhaltenden Konflikte des Libanesischen Bürgerkriegs nach Los Angeles in Kalifornien über. Zuhause sprach die Familie überwiegend Armenisch und lebten die Kultur und die Bräuche des armenischen Volkes aus. Trotz dieser Nähe zu seiner Herkunft war er bislang nur einmal im Jahr 2005 in Armenien und besuchte mit Freunden die Hauptstadt Jerewan, während er an der Moscow Art Theater School in Moskau für ein Jahr studierte. Barsoumian begann sich in frühester Kindheit für das Schauspiel zu interessieren. An der High School nahm er erstmals Schauspielunterricht. Er besuchte 2006 die Carnegie Mellon University in Pittsburgh, Pennsylvania, wo er Mitglied der Theatergruppe war, ab 2009 die Globe Theatre International Fellowship in London. Danach studierte er an der Jacques Lecoq School in Paris. Bis heute spricht Barsoumian fließend Französisch.
Erstmals war er 2011 im Kurzfilm Anarchy TV zu sehen. Im selben Jahr war er in einer Episode der Fernsehserie Navy CIS und in den Kurzfilmen The Portrait,  Stray Course, Booth, 2012 in Metzarents und Misdirection und 2013 in Prima Vera zu sehen. 2014 mimte er den Hauptbösewicht Markos in der fünften Staffel der Serie Vampire Diaries, einen von den Toten auferstandenen Hexer. In The Code von 2019 spielte er in 13 Episoden den Warrant Officer Rami Ahmadi. 2021 verkörperte er in vier Episoden die Rolle des Bishop in Legends of Tomorrow. Für die deutsche Synchronisation wird er überwiegend von Jaron Löwenberg gesprochen.

## Filmografie
- 2011: White Table (Kurzfilm)
- 2011: Anarchy TV (Kurzfilm)
- 2011: Navy CIS (Fernsehserie, Episode 9x05)
- 2011: The Portrait (Kurzfilm)
- 2011: Stray Course (Kurzfilm)
- 2011: Booth (Kurzfilm)
- 2012: Metzarents (Kurzfilm)
- 2012: Misdirection (Kurzfilm)
- 2013: Prima Vera (Kurzfilm)
- 2014: Vampire Diaries (The Vampire Diaries) (Fernsehserie, 6 Episoden)
- 2017: Shameless (Fernsehserie, 2 Episoden)
- 2019: The Code (Fernsehserie, 13 Episoden)
- 2019: The Rest of Us
- 2021: Legends of Tomorrow (DC’s Legends of Tomorrow) (Fernsehserie, 4 Episoden)
- 2022: Seal Team (Fernsehserie, Staffel 6,  10 Episoden)